# تپه قلات کنیشکه ۱
تپه قلات کنیشکه ۱ مربوط به هزاره اول قبل از میلاد است و در شهرستان پیرانشهر، بخش لاجان، دهستان لاهیجان شرقی، روستای کانی ملا واقع شده و این اثر در تاریخ ۲۵ آبان ۱۳۸۷ با شمارهٔ ثبت ۲۳۵۹۷ به‌عنوان یکی از آثار ملی ایران به ثبت رسیده است.